# Parafia św. Karola Boromeusza w Białymstoku
Parafia pw. Świętego Karola Boromeusza w Białymstoku – rzymskokatolicka parafia należąca do dekanatu Białystok-Śródmieście, archidiecezji białostockiej, metropolii białostockiej.  

## Historia parafii
Parafia została erygowana 14 grudnia 1997. 

## Kościół parafialny
Kościół parafialny św. Karola Boromeusza w budowie od 2001 według projektu Michała Bałasza i Piotra Pytasza.